# Gaëlle Bouzin
Gaëlle Bouzin (23 oktober 1985) is een Belgisch basketbalcoach en voormalig basketbalster.

## Carrière
Bouzin speelde in de jeugd van OBBC Oostende en Jezebel Bredene. Ze speelde daarna voor BBC Koksijde, BC Knokke-Heist en Basket Blankenberge. In 2017 werd ze coach van BC Gistel-Oostende naast Peter Vanhoucke. In 2019 werd ze assistent-coach van BC Oostende onder Dario Gjergja. Ze was in 2022 ook assistent-coach bij de Belgische ploeg. In 2024 werd ze de eerste vrouwelijke hoofdcoach in de BNXT League bij Landstede Hammers.

## Erelijst

### Assistent-coach
- Belgisch landskampioen: 2020, 2021, 2022, 2023, 2024
- Belgisch bekerwinnaar: 2021